# Culcitium canescens
Culcitium canescens es una especie herbácea de la familia de las asteráceas originaria de los Andes.

## Descripción

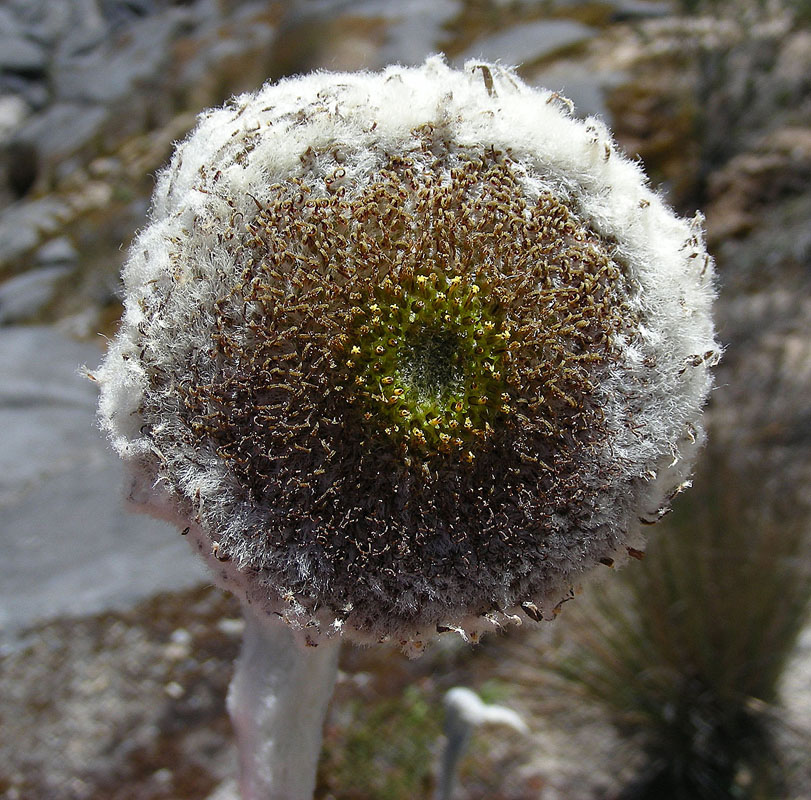
Detalle de flor

Es una planta de hasta 45 cm de alto, de cabezuelas doradas y hojas de color gris-blanco.

## Distribución y hábitat
Se encuentra en Bolivia, Colombia, Ecuador y Perú, aproximadamente entre los 2800 y 4900 metros sobre el nivel del mar.

## Taxonomía
Culcitium canescens fue descrita por Alexander von Humboldt & Aimé Jacques Alexandre Bonpland y publicado en Plantae Aequinoctiales 2: 4 (t. 67). 1809[1808].
Sinonimia
- Culcitium boyacense (Cuatrec.)
- Culcitium canescens (Bonpl., 1808)
- Culcitium rufescens var. canescens (Bonpl.) Benoist, 1948
- Senecio boyacensis (Cuatrec.) Cuatrec.
- Senecio canescens (Bonpl.) Cuatrec., 1950[3] Basónimo

## Usos medicinales
Se usa como sudorífico, como pectorales (expectorante natural) y contra la tos. Se puede tomar en infusión.

## Nombres comunes
- Vira vira, oreja de conejo, anqush, ancosh, wila-wila, oreja de Venado[1]